# Windjammers 2
Windjammers 2 es un juego de deportes de 2022 desarrollado y distribuido por DotEmu. Es la secuela del juego de Neo Geo de 1994 Windjammers, coproducido por Data East y SNK. Windjammers 2 fue lanzado para Nintendo Switch, PlayStation 4, Stadia, Windows y Xbox One el 20 de enero del 2022. Ha recibido reseñas generalmente positivas de parte de los críticos, quienes elogiaron los gráficos, el contenido nuevo y las mecánicas de juego.

## Jugabilidad
Windjammers 2 es un juego de deportes con una perspectiva desde arriba, donde los jugadores deberán tratar de lanzar un disco hacia el arco del adversario mientras protegen el suyo. Los jugadores ganarán 3 o 5 puntos al acertar el disco en la parte amarilla o roja del arco respectivamente, o podrán intentar lanzar el disco al piso del lado del oponente para ganar 2 puntos. Los jugadores ganan un set al conseguir una cierta cantidad de puntos, y ganarán el partido al ganar la mayoría de los sets. En el juego, los jugadores seleccionan a uno de 11 personajes jugables; esto incluye a los seis personajes clásicos del Windjammers original, junto a Jao Raposa de Brasil, Max Hurricane de Canadá, Sammy Ho de China, Sophie De Lys de Francia, y el personaje secreto Disc Man. Dos personajes adicionales, Anna Szalinski de Polonia y el cíborg Jamma GX03, fueron añadidos como parte de una actualización gratuita, llegando a un total de 13 personajes. Cada personaje tiene sus propios atributos. Por ejemplo, algunos personajes tienen un control más estable que el resto al costo de velocidad. Existen los movimientos EX, que consisten en poderes especiales que pueden ser activados para obtener ventajas. Los jugadores compiten en 10 campos diferentes, incluyendo los seis de Windjammers, cada uno con diferentes zonas de goles y propiedades de jugabilidad. Tanto los modos de un jugador como el multijugador están presentes. El juego incluye un «modo arcade», donde se juega un campeonato con múltiples partidos. Windjammers 2 fue lanzado con juego cruzado entre las versiones de Windows y Xbox One, y luego fue expandido a todos los sistemas tras una actualización en octubre de 2023.

## Desarrollo
DotEmu, el desarrollador y distribuidor del juego, se acercó a Paon DP, el dueño de la propiedad intelectual de Windjammers, para tener la oportunidad de desarrollar un port del juego original y un nuevo juego en la serie. Para ser fiel al juego original, Kevin Delbrayelle, quien había retrodiseñado los códigos de programación del primer juego durante la producción de su port, regresó para dirigir el desarrollo técnico de la secuela. De manera similar a Wonder Boy: The Dragon's Trap y Streets of Rage 4, el juego cuenta con gráficos 2D dibujados a mano. La preproducción del juego comenzó a finales del 2017, y el título fue anunciado oficialmente durante un Nintendo Direct en agosto de 2018.
El juego fue planeado para un lanzamiento en 2019 para Nintendo Switch y Windows, pero fue atrasado para comienzos del 2020. En diciembre de 2020, DotEmu confirmó que el juego fue atrasado nuevamente para 2021. Durante su desarrollo, se añadieron versiones para PlayStation 4, Stadia y Xbox One. El juego fue lanzado el 20 de enero de 2022. Una versión para Amazon Luna fue lanzada el 4 de noviembre de 2022.
En octubre de 2023, una actualización gratuita añadió dos personajes adicionales, un modo entrenamiento, juego en línea mejorado que incluye juego cruzado en todos los sistemas, un modo espectador, y soporte para vestíbulos en línea.

## Recepción
Windjammers 2 recibió reseñas «generalmente positivas» de los críticos en la mayoría de las plataformas, de acuerdo con el sitio web agregador de reseñas Metacritic; la versión de PlayStation 4 recibió reseñas «mixtas o medias».
Eurogamer le dio al título una reseña positiva, alabando cuán fiel fue la jugabilidad al original: «En efecto, esto es más conservador que Streets of Rage 4, en parte por necesidad—los fundamentos son precisamente iguales, y debajo de los nuevos gráficos brillantes el movimiento de cada personaje y el arco de los discos están intactos tanto en la vieja Astro City como si estuvieran jugando en una Switch OLED». A Nintendo Life le gustaron los nuevos gráficos, diciendo que estuvieron «a la par de la revisión gráfica que vimos en Streets of Rage 4». A TouchArcade le disgustó la introducción de la mecánica del juego, diciendo que «los novatos deberán ser pacientes al aprender lo básico, ya que el juego hace un miserable trabajo enseñando sus mecánicas. No hay un modo entrenamiento, y el oponente de la CPU es bastante agresivo para un principiante, aun en dificultad fácil». IGN apreció cómo cada movimiento tenía su «respuesta lógica», con el analista diciendo: «nunca me sentí víctima de tácticas injustas o que se me aprovecharan de alguna forma».
A PCMag le gustó cómo los estilos de juego distintos de cada personaje llevaban a enfrentamientos interesantes, dando de ejemplo: «¿contrarrestas al velocista brasilero J. Raposa con otro personaje de pies ligeros, o vas con un tipo puro músculo como el alemán K. Wessel?». Destructoid elogió el arte 2D hecho a mano, pero criticó los controles y la escritura: «mi problema con jugar Windjammers 2 fue que el botón de lanzamiento también es el botón de carrera, y casi siempre te encuentras corriendo para interceptar el platillo. Pedirme quitar el dedo del botón de carrera fue una propuesta complicada, ya que sentí que mi momentum se mantenía mejor solamente con lanzar». Game Informer elogió los controles del juego, su profundidad, la presentación y la banda sonora, pero criticó la falta de contenido sustancial tras la porción principal del juego, y la falta de un buen tutorial dentro del juego. GameSpot aclamó su jugabilidad divertida, su profundidad incrementada y el juego en línea, mientras criticaba su falta de accesibilidad y poca cantidad de contenido para ofrecer. A PC Gamer le gustaron los personajes y el ritmo, pero criticó la dificultad punitiva. Shacknews alabó de forma similar la mezcla de contenido nuevo y viejo, jugabilidad fluida, estilo visual, banda sonora, juego en línea, opciones y rendimiento, pero discutiendo la dificultad del modo arcade, la falta de balance y accesibilidad.